# Sävegöl (Kråksmåla socken, Småland)
Sävegöl är en sjö i Nybro kommun i Småland och ingår i Alsteråns huvudavrinningsområde.